# Mathias Kjølø
Mathias Ullereng Kjølø (* 27. Juni 2001 in Oslo) ist ein norwegischer Fußballspieler. Der offensive Mittelfeldspieler ist seit seiner Jugend in den Niederlanden aktiv und steht seit 2022 beim FC Twente Enschede unter Vertrag. Er ist ehemaliger norwegischer Nachwuchsnationalspieler.

## Karriere

### Verein
Mathias Kjølø wurde in Oslo geboren und trat als Kind dem Stadtteilverein Kjelsås IL bei, bevor er in die Jugend von Vålerenga Oslo wechselte. Im Sommer 2017 wechselte er zunächst auf Leihbasis in die Niederlande zum Spitzenklub PSV Eindhoven, der ihn später fest verpflichtete. Mit der U17 der Eindhovener wurde er als Stammspieler 2018 niederländischer B-Junioren-Meister und rückte anschließend in die U19 auf. Ab Januar 2020 kam er regelmäßig in der zweiten Mannschaft des Vereins zum Einsatz, die in der zweithöchsten Liga antrat. Bis zum vorzeitigen Saisonabbruch infolge der COVID-19-Pandemie bestritt er acht von neun Spielen, wobei er sowohl offensiv als auch defensiv im zentralen Mittelfeld eingesetzt wurde.
Am 8. November 2020 gab Kjølø beim 3:0-Sieg im Heimspiel gegen Willem II Tilburg sein Debüt für die erste Mannschaft des Vereins in der Eredivisie. Dies blieb in der folgenden Zeit jedoch sein einziger Pflichtspieleinsatz mit der Profimannschaft; stattdessen spielte er weiterhin hauptsächlich in der Reservemannschaft, in der er nun zu den Stammkräften gehörte. Bis zum Saisonende kam er dort auf 30 Einsätze, in denen ihm vier Tore gelangen. Die Saison 2021/22 war die letzte Spielzeit des Norwegers bei der PSV und auch in dieser Saison sammelte er lediglich in der zweiten Mannschaft Spielpraxis, wobei er dieses Mal hauptsächlich als defensiver Mittelfeldspieler zum Einsatz kam.
Im Sommer 2022 verließ Kjølø nach insgesamt fünf Jahren den Verein und schloss sich dem FC Twente Enschede an, bei dem er einen Vertrag für drei Spielzeiten mit einer Option auf eine Verlängerung um ein weiteres Jahr unterschrieb. Nach 22 Einsätzen in seiner ersten Saison, die er mit der Mannschaft als Tabellenfünfter abschloss, konnte er sich in der anschließenden Spielzeit 2023/24 durchgehend als Stammkraft im defensiven Mittelfeld durchsetzen und erreichte mit ihr am Saisonende den dritten Tabellenplatz.

### Nationalmannschaft
Mathias Kjølø gab am 30. Juli 2017 beim 1:0-Sieg im Testspiel gegen Polen sein Debüt für die norwegische U16-Nationalmannschaft und lief für diese bis Oktober 2017 in fünf Partien auf, für die U17-Auswahl der Norweger spielte er im Jahr 2018 in sechs Länderspielen. 2019 lief er in 10 Spielen für die U18-Junioren auf. Ab November 2021 war Kjølø norwegischer U20-Nationalspieler. Zwischenzeitlich debütierte er am 12. Oktober 2021 beim 3:0-Sieg gegen Estland für die norwegische U21, für die er bis November 2022 insgesamt zwei Spiele bestritt.